# George Whipple
Pour les articles homonymes, voir Whipple.
George Hoyt Whipple (28 août 1878 à Ashland, New Hampshire, États-Unis - 1er février 1976) est un médecin américain, chercheur en médecine, et professeur universitaire en médecine. Whipple a partagé le prix Nobel de physiologie ou médecine en 1934 avec George Minot et William Murphy « pour leurs découvertes concernant l'utilisation thérapeutique de foie dans des cas d'anémie » (plus précisément l'anémie pernicieuse).
C'est lui qui a décrit la maladie de Whipple.

## Biographie
Issu d'une dynastie de médecins du New Hampshire, Whipple suivit les cours de l'école préparatoire d'Andover avant d'étudier à l'université Yale de 1896 à 1900,. Outre d'excellents résultats scolaires, il s'y imposa comme un sportif accompli, en gymnastique comme à l'aviron.
La fréquentation, en dernière année de licence, des biochimistes Russell Henry Chittenden et Lafayette Mendel, laissèrent sur Whipple une empreinte indélébile,. Dans son autobiographie, Whipple dépeint Mendel comme « un homme peu ordinaire qui a exercé sur moi une forte influence... travailler avec lui fut une expérience stimulante et inoubliable. »
À court d'argent pour ses études, Whipple s'interrompit après la licence pour enseigner les sciences, les mathématiques et même le sport à l'école militaire du Dr. Holbrook, à Ossining, ; mais dès 1901, sur la prière de sa mère, Whipple s'inscrivit à la faculté de médecine de l'université Johns-Hopkins, où il passa sa thèse de doctorat en 1905. Afin d'enrichir son expérience professionnelle tout en finançant ses études, Whipple concourut pour le poste d'assistant du Département de Chimie physiologique : la qualité de l'enseignement qu'il assura aux étudiant de première année amena son recrutement comme maître de conférences en anatomie. Simultanément, il se passionnait pour l'histologie. Guidé dans ses recherches par William Welch, Eugene Opie et William McCallum, Whipple apprit à relier les symptômes cliniques aux altérations des tissus quel'on peut reconnaître par autopsie. McCallum et Welch s'arrangèrent pour obtenir un poste de chercheur associé au département de pathologie, dans l'espoir qu'il se tournerait vers la pathologie pédiatrique, ce qui advint effectivment.